# 8165 Gnädig
8165 Gnädig là một tiểu hành tinh vành đai chính với chu kỳ quỹ đạo là 1257.5018280 ngày (3.44 năm).
Nó được phát hiện ngày 21 tháng 11 năm 1990.